# Quatuor à cordes no 2 de Chostakovitch
Pour les articles homonymes, voir Quatuor à cordes no 2.
Le Quatuor à cordes no 2 en la majeur (opus 68) est une œuvre de musique de chambre composée par Dmitri Chostakovitch en 1944.

## Historique
Chostakovitch composa ce quatuor dans l'urgence de la fin de la Seconde Guerre mondiale après le décès de son ami et historien d'art Ivan Sollertinski. Il fut créé par le Quatuor Beethoven le 14 novembre 1944 à Léningrad, dans la grande salle de la Philharmonie que dirigea Sollertinski, en même temps que le Trio avec piano n° 2 op.67 conformément au vœu du compositeur. Il est dédié au compositeur Vissarion Chebaline.

## Structure
Le 2e Quatuor est composé en quatre mouvements :
1. Ouverture - Moderato con moto
2. Récitatif et Romance - Adagio
3. Valse - Allegro
4. Thème avec variations - Adagio

Ce quatuor long dure environ 38 minutes.

## Discographie sélective
- Quatuor Borodine, intégrales des quatuors à cordes de Chostakovitch, chez Melodiya / BMG, 1997.